# Cinema Goya (Manresa)

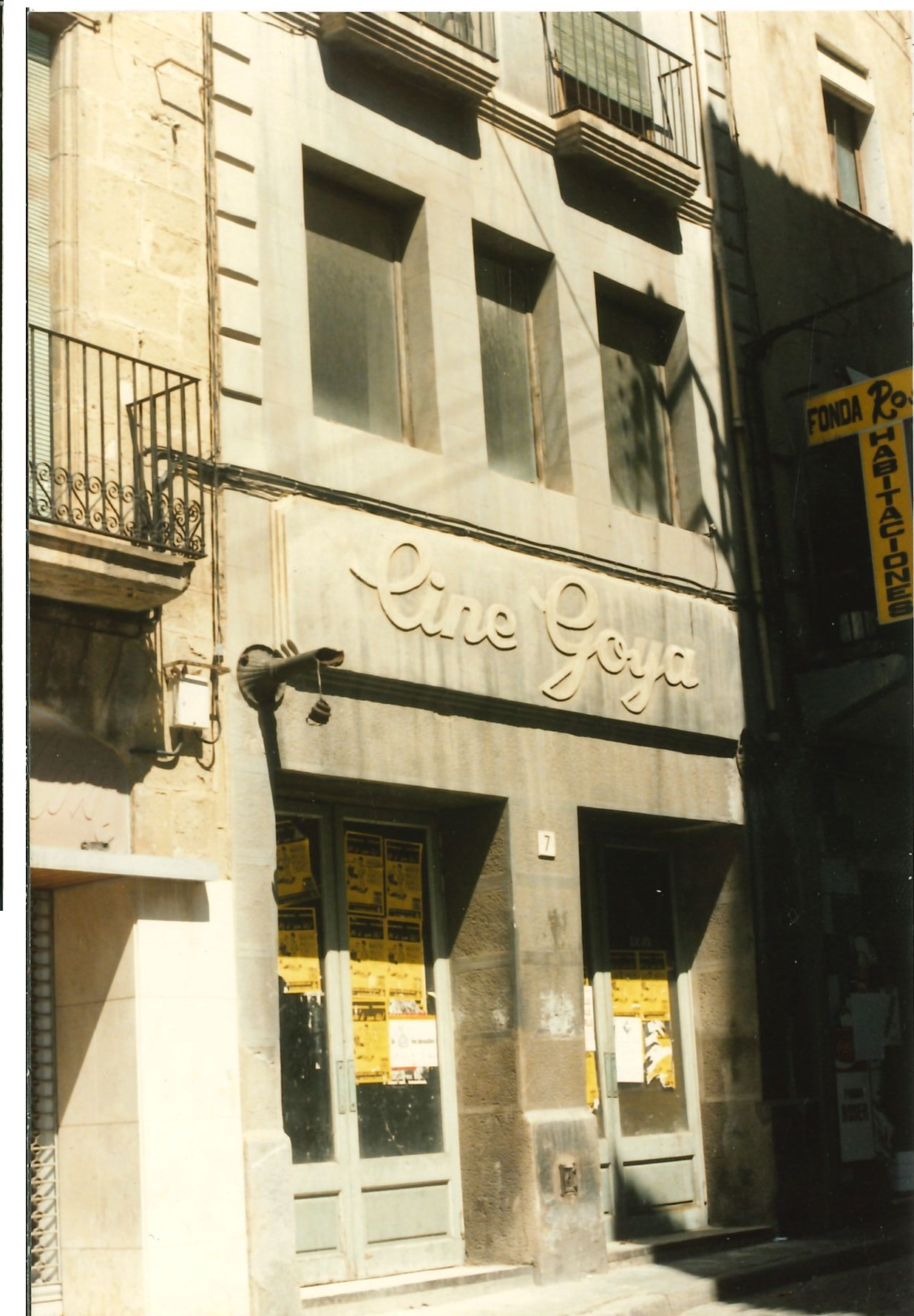
Cinema Goya (Manresa)

El Cinema Goya o Teatre Gayarre o Modern Palace o Cine Modern o Cinema Muralla, fou un cinema de Manresa situat al carrer Sant Andreu, 7.
A principis del segle xx, en aquest mateix emplaçament s'hi havia construït un espai de diversió i oci, el Teatre Gayarre, conegut popularment com “Cal Niño”. Aquest edifici es va enderrocar el 1903. i el 1920 s'hi va construir un teatre i cinema, el Modern Palace, rebatejat com a Cine Modern. L'any 1929 s'hi va realitzar la primera projecció de cinema sonor a Manresa amb el film: “El cantor de Jazz.”
Va rebre el nom de Cine Goya el 1932 i es va convertir en cinema de barri i escenari de varietats. Després de la Guerra Civil, va ser adquirit per Modest Padró Riera, gendre d'Andreu Cabot i va dedicar la sala exclusivament a les projeccions cinematogràfiques. El 1983 va tancar i l'any 1990, va reobrir amb el nom de Cinema Muralla. Va tancar definitivament l'any 1992.
Es va enderrocar l'edifici el 2011 i només va quedar la façana del carrer Sant Andreu que actualment acull un mural que homenatja a la pel·lícula “Plàcido” de Berlanga.